# Chung Hyeon
Dit is een Koreaanse naam; de familienaam is Chung.
Chung Hyeon (19 mei 1996) is een Zuid-Koreaanse tennisser die uitkomt op de ATP Challenger Tour. Zijn hoogste ATP-singleranking van 44 bereikte hij in september 2017; zijn hoogste dubbelranking (187) in april 2016.

## Palmares
| Legenda                       | Legenda               |
| ----------------------------- | --------------------- |
| Grand Slam                    |                       |
| Olympische Spelen             |                       |
| tot 2009                      | vanaf 2009            |
| Tennis Masters Cup            | ATP Finals            |
| ATP Masters Series            | ATP Tour Masters 1000 |
| ATP International Series Gold | ATP Tour 500          |
| ATP International Series      | ATP Tour 250          |

### Enkelspel
| Nr.                  | Datum             | Toernooi   | Ondergrond    | Tegenstander in finale | Score         |               |
| -------------------- | ----------------- | ---------- | ------------- | ---------------------- | ------------- | ------------- |
| Gewonnen challengers |                   |            |               |                        |               |               |
| 1.                   | 31 augustus 2014  | Bangkok    | Hardcourt     | Jordan Thompson        | 7-6, 6-4      | 7-6, 6-4      |
| 2.                   | 7 februari 2015   | Burnie     | Hardcourt     | Alex Bolt              | 6-2, 7-5      | 6-2, 7-5      |
| 3.                   | 26 april 2015     | Savannah   | Gravel        | James McGee            | 6-3, 6-2      | 6-3, 6-2      |
| 4.                   | 10 mei 2015       | Busan      | Hardcourt     | Lukáš Lacko            | 6-3, 6-1      | 6-3, 6-1      |
| 5.                   | 27 september 2015 | Kaohsiung  | Hardcourt     | Yuki Bhambri           | 6-4, 6-2      | 6-4, 6-2      |
| 6.                   | 19 september 2016 | Kaohsiung  | Hardcourt     | Lee Duck-hee           | 6-4, 6-2      | 6-4, 6-2      |
| 7.                   | 7 november 2016   | Kobe       | Hardcourt (i) | James Duckworth        | 6-4, 7-6(2)   | 6-4, 7-6(2)   |
| 8.                   | 23 januari 2017   | Maui       | Hardcourt     | Taro Daniel            | 7-6(3), 6-1   |               |
| 9.                   | 29 juli 2019      | Chengdu    | Hardcourt     | Yuichi Sugita          | 6-4, 6-3      |               |
| Verloren challengers |                   |            |               |                        |               |               |
| 1.                   | 15 februari 2015  | Launceston | Hardcourt     | Bjorn Fratangelo       | 6-4, 2-6, 5-7 | 6-4, 2-6, 5-7 |
| 2.                   | 17 mei 2015       | Seoel      | Hardcourt     | Go Soeda               | 6-3, 3-6, 3-6 | 6-3, 3-6, 3-6 |
| 3.                   | 12 september 2016 | Nanchang   | Hardcourt     | Hiroki Moriya          | 6-4, 1-6, 4-6 | 6-4, 1-6, 4-6 |
| Gewonnen futures     |                   |            |               |                        |               |               |
| 1.                   | 16 juni 2013      | Gimcheon   | Hardcourt     | Enrique López-Pérez    | 6-2, 6-3      | 6-2, 6-3      |
| 2.                   | 15 februari 2014  | Nonthaburi | Hardcourt     | Ji-sung Nam            | 6-2, 7-6      | 6-2, 7-6      |
| 3.                   | 1 maart 2014      | Nonthaburi | Hardcourt     | Marcus Willis          | 6-2, 6-4      | 6-2, 6-4      |
| 4.                   | 1 juni 2014       | Changwon   | Hardcourt     | Min-hyeok Cho          | 6-1, 2-6, 7-5 | 6-1, 2-6, 7-5 |
| Verloren futures     |                   |            |               |                        |               |               |
| 1.                   | 12 mei 2013       | Seoel      | Hardcourt     | Daniel Nguyen          | 6-4, 5-7, 4-6 | 6-4, 5-7, 4-6 |
| 2.                   | 23 maart 2014     | Yuxi       | Hardcourt     | Zhang Ze               | 6-7, 6-7      | 6-7, 6-7      |
| 3.                   | 8 juni 2014       | Daegu      | Hardcourt     | Cheong-eui Kim         | 5-7, 6-7      | 5-7, 6-7      |

#### Next Generation ATP Finals
| Nr.              | Datum            | Toernooi                   | Ondergrond    | Tegenstander in finale | Score              | Details |
| ---------------- | ---------------- | -------------------------- | ------------- | ---------------------- | ------------------ | ------- |
| Gewonnen finales |                  |                            |               |                        |                    |         |
| 1.               | 11 november 2017 | Next Generation ATP Finals | Hardcourt (i) | Andrej Roebljov        | 3-4, 4-3, 4-2, 4-2 | Details |

## Resultaten grote toernooien
| Legenda | Legenda                          |
| ------- | -------------------------------- |
| g.t.    | geen toernooi gehouden           |
| l.c.    | lagere categorie                 |
| –       | niet deelgenomen                 |
| G       | uitgeschakeld in de groepsfase   |
| 1R      | uitgeschakeld in de eerste ronde |
| 2R      | uitgeschakeld in de tweede ronde |
| 3R      | uitgeschakeld in de derde ronde  |
| 4R      | uitgeschakeld in de vierde ronde |
| KF      | uitgeschakeld in de kwartfinale  |
| HF      | uitgeschakeld in de halve finale |
| F       | de finale verloren               |
| W       | het toernooi gewonnen            |
| w-v     | winst/verlies-balans             |

### Enkelspel
| toernooi             | 2015 | 2016 | 2017 | 2018 | 2019 |
| -------------------- | ---- | ---- | ---- | ---- | ---- |
| grandslamtoernooien  |      |      |      |      |      |
| Australian Open      | –    | 1R   | 2R   | HF   | 2R   |
| Roland Garros        | –    | 1R   | 3R   | –    | –    |
| Wimbledon            | 1R   | –    | –    | –    | –    |
| US Open              | 2R   | –    | 2R   | –    | 3R   |
| ATP Masters 1000     |      |      |      |      |      |
| Indian Wells         | –    | 1R   | –    | KF   | –    |
| Miami                | 2R   | 1R   | 1R   | KF   | –    |
| Monte Carlo          | –    | –    | –    | –    | –    |
| Madrid               | –    | –    | –    | 1R   | –    |
| Rome                 | –    | –    | –    | –    | –    |
| Montreal/Toronto     | 1R   | –    | 3R   | –    | –    |
| Cincinnati           | –    | –    | 1R   | 2R   | –    |
| Shanghai             | –    | –    | 2R   | 2R   |      |
| Parijs               | –    | –    | 2R   | –    |      |
| olympisch            |      |      |      |      |      |
| Olympische Spelen    | g.t. | –    | g.t. | g.t. | g.t. |
| statistieken         |      |      |      |      |      |
| totaal aantal titels | 0    | 0    | 0    | 0    | 0    |
| eindejaarsranking    | 51   | 104  | 58   | 25   |      |

### Dubbelspel
| toernooi             | 2015 | 2016 | 2017 | 2018 | 2019 |
| -------------------- | ---- | ---- | ---- | ---- | ---- |
| grandslamtoernooien  |      |      |      |      |      |
| Australian Open      | –    | 1R   | –    | 3R   | –    |
| Roland Garros        | –    | –    | 1R   | –    | –    |
| Wimbledon            | –    | –    | –    | –    | –    |
| US Open              | 1R   | –    | 2R   | –    | –    |
| ATP Masters 1000     |      |      |      |      |      |
| Indian Wells         | –    | –    | –    | –    | –    |
| Miami                | –    | –    | –    | 2R   | –    |
| Monte Carlo          | –    | –    | –    | –    | –    |
| Madrid               | –    | –    | –    | –    | –    |
| Rome                 | –    | –    | –    | –    | –    |
| Montreal/Toronto     | –    | –    | –    | –    | –    |
| Cincinnati           | –    | –    | –    | –    | –    |
| Shanghai             | –    | –    | –    | 2R   |      |
| Parijs               | –    | –    | –    | –    |      |
| olympisch            |      |      |      |      |      |
| Olympische Spelen    | g.t. | –    | g.t. | g.t. | g.t. |
| statistieken         |      |      |      |      |      |
| totaal aantal titels | 0    | 0    | 0    | 0    | 0    |
| eindejaarsranking    | 649  | 222  | 401  | 273  |      |